# أنتونيو مونتيرو دوترا
أنتونيو مونتيرو دوترا (بالبرتغالية: Antônio Monteiro Dutra‏) (11 أغسطس 1973 في البرازيل – )؛ هو لاعب كرة قدم سابق كان يلعب كمدافع.

## وصلات خارجية
- أنتونيو مونتيرو دوترا على موقع رابطة كرة القدم اليابانية للمحترفين (اليابانية)
- أنتونيو مونتيرو دوترا على موقع قاعدة بيانات كرة القدم.إي يو (الإنجليزية)
- أنتونيو مونتيرو دوترا على موقع Soccerway.com (الإنجليزية)
- أنتونيو مونتيرو دوترا على موقع عالم كرة القدم.نت (الإنجليزية)